# Toyooka (Nagano)
Toyooka (豊丘村, Toyooka-mura) est un village du district de Shimoina, dans la préfecture de Nagano, au Japon.

## Géographie

### Démographie
Au 1er juin 2016, la population de Toyooka s'élevait à 6 549 habitants répartis sur une superficie de 76,79 km2.